# Mastrangelina
Mastrangelina è un romanzo dello scrittore Corrado Alvaro, pubblicato postumo nel 1960.
L'opera, probabilmente scritta tra il 1945 e il 1952, è il secondo romanzo della trilogia Memorie del mondo sommerso.

## Trama
Abbandonato il paese di Corace, Rinaldo Diacono incontra lungo un sentiero di campagna la sorellastra Mastrangelina e il cognato Mastrangelo. I due durante uno scavo avevano scoperto una statua di Demetra e ora contano di imbarcarsi per le Americhe e far ammirare al mondo intero la statua greca. Dalla sua bellezza sperano di ricavare non solo agiatezza e ricchezza, ma anche successo e fama. Anche Rinaldo si unisce a loro. I creditori però incalzano e la statua viene furtivamente venduta da Mastrangelina. Mastrangelo viene tenuto all'oscuro: è gravemente malato e morirà poco dopo in un fienile presso le rovine di Pesto, accarezzando l'unico frammento della statua che Mastrangelina era riuscita a trattenere: un braccio della dea.  
Rimasti soli, la diciassettenne Mastrangelina assume nei confronti di Rinaldo movenze materne e, così come il padre, decide che Rinaldo vada in città per studiare, costi quel che costi. Vende quindi il frammento rimasto della statua di Demetra per finanziare gli studi del fratello. Povera e sola, decide allora di imboccare la strada del ritorno verso Corace. Rinaldo raggiunge, invece, Turio: una città di provincia nella quale la vita si trascina nella noia e nel pettegolezzo fra il teatro, l'albergo Pitagora, punto di ritrovo della borghesia cittadina, e il convitto, gestito dall'enigmatico Claudio Feronti, un signore metodico e ordinato, che con precisione registra tutti gli eventi della città, le abitudini, i fatti grandi e piccoli accaduti a Turio. 
Fra Feronti e Diacono nasce una sorta di intesa. Sentendosi benevolmente accolto, Rinaldo si sente all'altezza del suo "destino" e nuovamente pronto ad eseguire il disegno del padre, per ripagarlo del suo amore e "vendicarlo" per le umiliazioni subite in paese. Nella sua mente tornano i ricordi del passato: il collegio romano dal quale venne espulso e l'infanzia a Corace. Ricordi dai quali emerge un'irrisolta rappresentazione del mondo femminile, fatta di attrazione e respingimento, seduzione e repulsione, peccato e grazia. Un'inquietudine nella quale si insinua, l'offerta d'amore della giovane Florestana, innescata dalla pietà della ragazza per le misere condizioni di Rinaldo, senza denaro e lontano da casa. Ma al momento di "vivere la vita", le paure tornano a prendere il sopravvento e Rinaldo, con lo scoppio della guerra, si rifugia in essa, allontanandosi da tutti.

## Edizioni
- Mastrangelina, Milano, Bompiani, 1960.